# Свобода (персонификация)
Персонификация  Свободы - аллегорическое изображение понятия, существующего во многих культурах. В европейской цивилизации ведет свою историю с древнеримской богини Либертас.  Иконографически обычно представляет прекрасную деву, часто в фригийском колпаке, с воздетой рукой.

Статуя Свободы и остров Свободы в заливе Нью-Йорка

В Новейшее время концепция получила развитие в связи с ростом национального самосознания в различных странах. 

Наиболее известное воплощение - Статуя Свободы в Нью-Йорке.

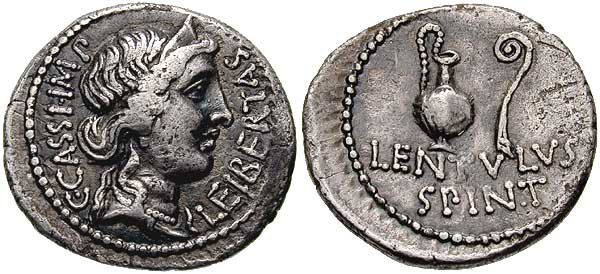
Libertas

## Античность
Древнеримской богине Либертас (Свободе) поклонялись во время Второй Пунической войны в храме, возведённом на Авентинском холме в Риме отцом Тиберия Гракха. Статуя в её честь была вознесена Клодием на месте дома Цицерона после того, как дом был разрушен. После падения Сеяна статуя Свободы была воздвигнута на форуме. 
Изображение Свободы известно, главным образом, по монетам времён империи: она представлялась или в виде женщины, держащей в левой руке копьё или рог изобилия, а в правой — шапку (лат. pileus), олицетворявшую отпущение на волю, или в виде бюста, с характерной причёской на голове. На северной стороне римского форума находился Atrium Libertatis, где хранились народные переписи; при Октавиане Августе оно сгорело и было вновь построено Азинием Поллионом. Образ Свободы также похож на Сола, римского бога солнца.

## Неоклассические времена
В 1793 году во время Французской революции происходил поиск новых символов, не связанных с католицизмом и прославляющих Революцию. Лозунг "Свобода, равенство, братство" стал хрестоматийным.
Собор Парижской Богоматери был превращён в «Храм разума» и статуи Девы Марии были заменены статуями Свободы. По всей стране проводились праздники, на которых роль богинь Свободы исполняли красивые женщины.  См. также: Марианна, Фригийский колпак, "Свобода на баррикадах".
В других странах:
- Британия (аллегория)
- Голландская дева
- Статуя Свободы в Москве (1918-1941).
- Памятник Свободы (Рига)
- Статуя Свободы (значения) см. список

### США
- Статуя Свободы

Флаг Алабамы 11 января 1861 — 8 февраля 1861. На лицевой стороне в середине синего полотнища изображена богиня свободы с опущенным мечом в правой руке и маленьким синим флагом с золотой звездой

- Флаги штатов Нью-Йорк и Нью-Джерси
- На куполе Капитолия США как символ свободы
- На куполе Капитолия штата Джорджия
- На куполе Капитолия штата Техас
- На куполе окружного здания суда в Форт-Уэйне, штат Индиана
- На куполе окружного здания суда в Хакенсаке, штат Нью-Джерси[3]